# Elja Wladimirowna Nikolskaja
Elja Wladimirowna Nikolskaja (russisch Эля Владимировна Никольская; * 7. Oktober 1929 in Kaluga; † 26. März 2011 in Moskau) war eine sowjetische bzw. russische Ökonomin und Hochschullehrerin.

## Leben
Nach Beginn des Deutschen Angriffskriegs gegen die Sowjetunion wurde Nikolskaja mit der Familie 1941 nach Kasan evakuiert, wo sie 1948 den Mittelschulabesuch abschloss und das Studium am Finanz-Ökonomie-Institut begann. Dort schloss sie das Studium 1952 ab mit Auszeichnung und der Empfehlung für die Aspirantur am Moskauer Finanz-Institut (MFI).
Das MFI nahm 1952 Nikolskaja in die Aspirantur bei Iossif Scholomowitsch am Lehrstuhl für Buchhaltungsrechnung und Wirtschaftsanalyse auf. Am Ende der Aspirantur verteidigte sie 1955 ihre Dissertation über Analysemethoden der Rentabilität der Unternehmen der Textilindustrie mit Erfolg für die Promotion zur Kandidatin der ökonomischen Wissenschaften.
Ab 1956 arbeitete und lehrte Nikolskaja an der Moskauer Staatlichen Universität für Druckwesen (bis 2010; die Universität für Druckwesen entstand 2016 durch Vereinigung mit der Universität für Maschinenbau die Moskauer Polytechnische Universität). Sie verteidigte 1981 ihre Doktor-Dissertation über Theorie und Praxis der branchenspezifischen Wirtschaftsanalyse am Beispiel der Druckindustrie mit Erfolg für die Promotion zur Doktorin der ökonomischen Wissenschaften. Darauf wurde sie 1982 zur Professorin ernannt und leitete nun den Lehrstuhl für Buchhaltungsrechnung und Wirtschaftsanalyse der Universität bis 2007. Viele Jahre lang war sie die ständige Vorsitzende des Rats für die Verteidigung von Kandidat- und Doktor-Dissertationen. Sie betreute die Anfertigung von etwa 50 Dissertationen im Laufe der Zeit.

## Ehrungen, Preise
- Jubiläumsmedaille „Zum Gedenken an den 100. Geburtstag von Wladimir Iljitsch Lenin“
- Medaille der Ausstellung der Errungenschaften der Volkswirtschaft der UdSSR
- Medaille „Veteran der Arbeit“
- Verdiente Hochschularbeiterin der Russischen Föderation